# Lassad Nouioui
Lassad Hassan Houioui (* 8. März 1986 in Marseille, Frankreich), kurz Lassad, ist ein tunesischer ehemaliger Fußballspieler französischer Abstammung.

## Vereinskarriere
Lassads Karriere begann 2004 in der Jugend-Mannschaft des AC Ajaccio. Ab der Saison 2005/06 stand er für die Profimannschaft auf dem Rasen. Zur Saison 2006/07 wechselte er zum LB Châteauroux in die zweite französische Liga, im Jahr 2008 zu Deportivo La Coruña, bei denen er allerdings nur in der zweiten Mannschaft zum Zuge kam. Zur Saison 2009/10 kam er auch in der ersten Mannschaft in der Primera División zum Einsatz und ist seitdem fester Bestandteil des Teams.

## Nationalmannschaft
Lassad bestritt bisher zwei Länderspiele für die Nationalmannschaft von Tunesien. Sein Debüt gab er am 28. März 2010 beim Spiel gegen Kenia.